# Veslanje na Poletnih olimpijskih igrah 1976
Veslanje na Poletnih olimpijskih igrah 1976 je obsegalo 14 disciplin. Moški so nastopili v osmih, ženske, ki so v veslanju na teh igrah nastopile prvič, pa v šestih. Tekme so se odvijale na Île Notre-Dame v Montrealu.

## Pregled medalj

### Moški
| Dogodek               | Zlato | Srebro | Bron |
| Enojec                | Pertti Karppinen Finska | Peter-Michael Kolbe Zvezna republika Nemčija | Joachim Dreifke Nemška demokratična republika                                                                                     |
| Dvojni dvojec         | Norveška Frank Hansen Alf Hansen | Združeno kraljestvo Chris Baillieu Michael Hart | Nemška demokratična republika Hans Ulrich Schmied Jurgen Bertov                                                                   |
| Dvojni četverec       | Nemška demokratična republika Wolfgang Guldenpfennig Rudiger Reiche Karl Heinz Bussert Michael Wolfgamm                                                                              | Sovjetska zveza Jevgeni Duleev Juri Jakimov Aivar Lazdenieks Vitautas Butkus                                                                           | Češkoslovaška Jaroslav Helebrand Zdenek Pecka Vaclav Vochoska Vladek Lacina                                                       |
| Dvojec brez krmarja   | Nemška demokratična republika Jörg Landvoigt Bernd Landvoigt | ZDA · Calvin Coffey · Michael Staines | Zvezna republika Nemčija Peter Vanroye Thomas Strauss                                                                             |
| Dvojec s krmarjem     | Nemška demokratična republika Harald Jahrling Friedrich Ulrich Georg Spohr | Sovjetska zveza Dmitri Behterev Juri Šurkalov Juri Lorentson                                                                                           | Češkoslovaška Oldrich Svojanovsky Pavel Svojanovsky Ludvik Vebr                                                                   |
| Četverec brez krmarja | Nemška demokratična republika Siegfried Brietzke Andreas Decker Stefan Semmler Wolfgang Mager                                                                                        | Norveška Ole Nafstad Arne Bergodd Finn Tveter Rolf Andreassen                                                                                          | Sovjetska zveza Raul Arnemann Nikolai Kuznecov Valeri Dolinin Anušavan Gasan-Džalalov                                             |
| Četverec s krmarjem   | Sovjetska zveza Vladimir Ešinov Nikolai Ivanov Mihail Kuznecov Aleksandr Klepikov Aleksandr Lukianov                                                                                 | Nemška demokratična republika Andreas Schulz Rudiger Kunze Walter Diessner Ullrich Diessner Johannes Thomas                                            | Zvezna republika Nemčija Johann Faerber Ralph Kubail Siegfried Fricke Peter Niehusen Hartmut Wenzel                               |
| Osmerec               | Nemška demokratična republika Bernd Baumgart Gottfried Dohn Werner Klatt Hans Joachim Luck Dieter Wendisch Roland Kostulski Ulrich Karnatz Karl Heins Prudohl Karl Heinz Danielovski | Združeno kraljestvo Richard Lester John Yallop Timothy Crooks Hugh Matheson David Maxwell James Clark Fred Smallbone Leonard Robertson Patrick Sweeney | Nova Zelandija Ivan Sutherland Trevor Coker Peter Dignan Lindsay Wilson Athol Earl Dave Rodger Alex Mclean Tony Hurt Simon Dickie |

### Ženske
| Dogodek             | Zlato | Srebro | Bron |
| Enojec              | Christine Scheiblich Nemška demokratična republika | Joan Lind ZDA | Jelena Antonova Sovjetska zveza |
| Dvojni dvojec       | Bolgarija Svetlana Ocetova Zdravka Jordanova | Nemška demokratična republika Sabine Jahn Petra Boesler                                                                                                | Sovjetska zveza Leonora Kaminskaite Genovate Ramoškene                                                                                            |
| Dvojni četverec     | Nemška demokratična republika Anke Borchman Jutta Lau Viola Poley Roswietha Zobelt Liane Weigelt                                                                        | Sovjetska zveza Ana Kondračina Mira Brjunina Larisa Aleksandrova Galina Ermolaeva Nadežda Černiševa                                                    | Romunija Ioana Tudoran Maria Misca Felicia Afrasiloaia Elisabe Lazar Elena Giurca                                                                 |
| Dvojec brez krmarja | Bolgarija Sijka Kelbečeva Stojanka Kurbatova-Gruičeva | Nemška demokratična republika Angelika Noack Sabine Dahne                                                                                              | Zvezna republika Nemčija Edith Eckbauer Thea Einoeder                                                                                             |
| Četverec s krmarjem | Nemška demokratična republika Karin Metze Bianka Shwede Gabriele Lohs Andrea Kurth Sabine Hess                                                                          | Bolgarija Ginka Gurova Liliana Vasseva Reni Jordanova Mariika Modeva Kapka Gueorguieva                                                                 | Sovjetska zveza Nadežda Sevostojanova Ljudmila Krohina Galina Mišhenina Anna Pasoha Lidija Krilova                                                |
| Osmerec             | Nemška demokratična republika Viola Goretzki Christiane Knetsch Ilona Richter Brigitte Ahrenholz Monika Kallies Henrietta Ebert Helma Lehmann Irina Muller Marina Wilke | Sovjetska zveza Ljubov Talalaeva Nadeža Rosčina Klavdija Kozenkova Elena Zubko Olga Kolkova Nelli Tarakanova Nadežda Rozgon Olga Guzenko Olga Pugovska | ZDA · Jacqueli Zoch · Anita Defrantz · Carie Graves · Marion Greig · Anne Warner · Peggy McCarthy · Caroll Brown · Gail Ricketson · Lynn Silliman |